# Nierembergia
Nierembergia  es un género de plantas con flores perteneciente a la subfamilia Petunioideae, incluida en la familia de las solanáceas (Solanaceae). Comprende 51 especies descritas y de estas, solo 23 aceptadas.

## Taxonomía
El género fue descrito por Ruiz & Pavón y publicado en Florae Peruvianae, et Chilensis Prodromus 23. 1794. La especie tipo es: Nierembergia repens Ruiz & Pav.
Etimología
Nierembergia: nombre genérico que fue otorgado en honor del jesuita místico español Juan Eusebio Nieremberg (1595-1658).

## Especies aceptadas
A continuación se brinda un listado de las especies del género Nierembergia aceptadas hasta agosto de 2015, ordenadas alfabéticamente. Para cada una se indica el nombre binomial seguido del autor, abreviado según las convenciones y usos.	
- Nierembergia angustifolia Kunth
- Nierembergia aristata D. Don
- Nierembergia boliviana Millán
- Nierembergia browallioides Griseb.
- Nierembergia calycina Hook.
- Nierembergia coerulea Gillies ex Miers
- Nierembergia ericoides Miers
- Nierembergia espinosae Steyerm.
- Nierembergia graveolens A. St.-Hil.
- Nierembergia hatschbachii A.A. Cocucci & Hunz.
- Nierembergia hippomanica Miers
- Nierembergia linariifolia Graham
- Nierembergia micrantha Cabrera
- Nierembergia pinifolia Miers
- Nierembergia pulchella Miers
- Nierembergia repens Ruiz & Pav.
- Nierembergia rigida Miers
- Nierembergia riograndensis Hunz. & A.A. Cocucci
- Nierembergia rivularis Miers
- Nierembergia scoparia Sendtn.
- Nierembergia spathulata Kunth
- Nierembergia tandilensis (Kuntze) Cabrera
- Nierembergia tucumanensis Millán
- Nierembergia veitchii Hook.